# Grenada na Mistrzostwach Świata w Lekkoatletyce 2013
Reprezentacja Grenady na Mistrzostwach Świata w Lekkoatletyce 2013 podczas czempionatu w Moskwie liczyła 2 zawodników.

## Występy reprezentantów Grenady

### Mężczyźni

#### Konkurencje biegowe
| Konkurencja   | Zawodnik     | Runda 1  | Runda 1 | Półfinał | Półfinał | Finał    | Finał   |
| Konkurencja   | Zawodnik     | Rezultat | Pozycja | Rezultat | Pozycja  | Rezultat | Pozycja |
| ------------- | ------------ | -------- | ------- | -------- | -------- | -------- | ------- |
| Bieg na 400 m | Kirani James | 45,00    | 2. Q    | 44,81    | 4. Q     | 44,99    | 7.      |

#### Konkurencje techniczne
| Konkurencja   | Zawodnik   | Eliminacje | Eliminacje | Finał    | Finał   |
| Konkurencja   | Zawodnik   | Rezultat   | Pozycja    | Rezultat | Pozycja |
| ------------- | ---------- | ---------- | ---------- | -------- | ------- |
| Dziesięciobój | Kurt Felix | —          | —          | DNF      | DNF     |